# Polana Zwierówka

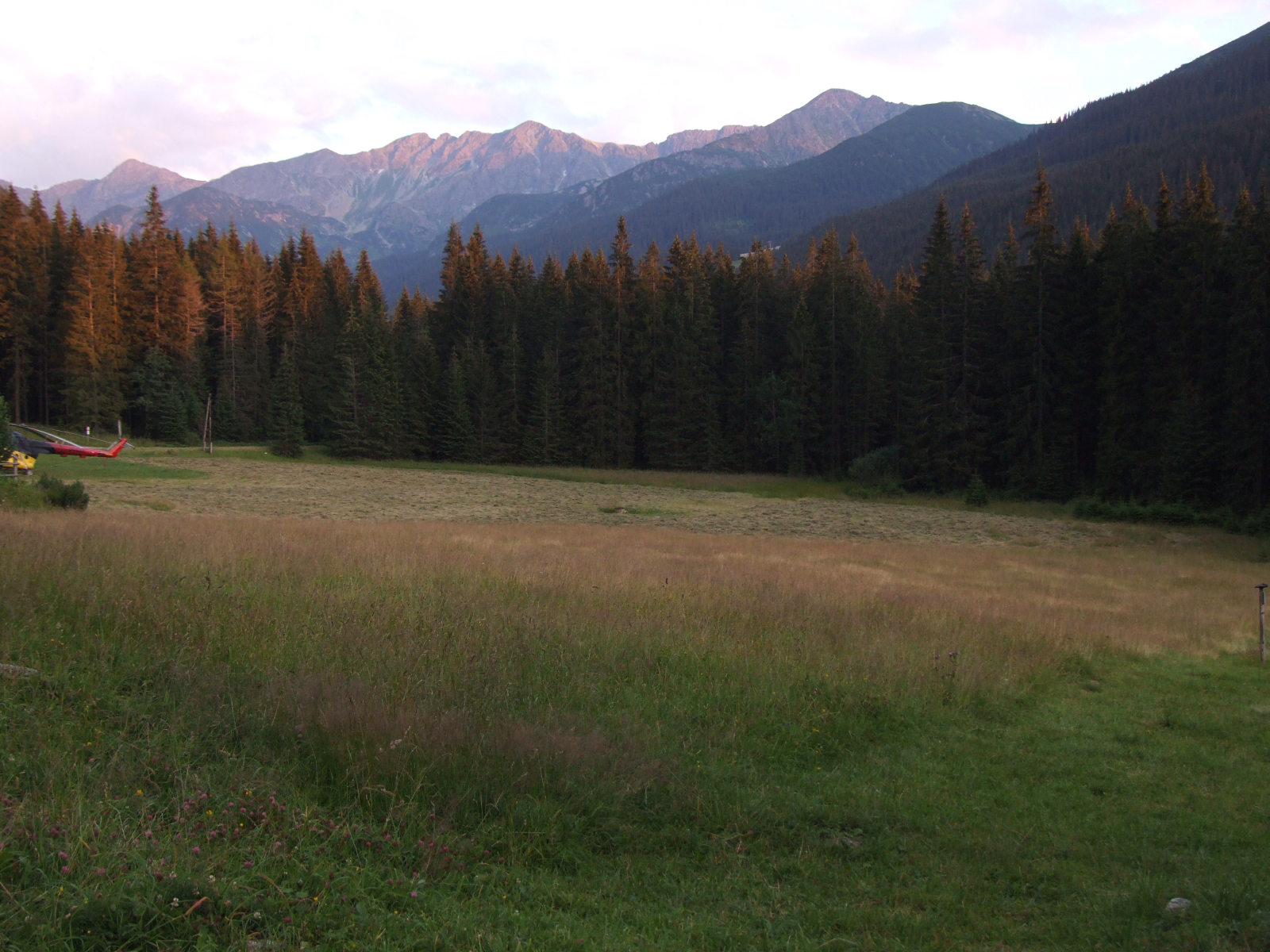
Polana Zwierówka

Polana Zwierówka (słow. Zverovka) – polana w słowackich Tatrach Zachodnich w leśnej osadzie Zwierówka (wschodnia część Zuberca). Położona jest na wysokości 1037 m n.p.m. w miejscu, w którym Dolina Zuberska rozgałęzia się na Dolinę Rohacką i Łataną. Jest to płaski teren, wielka terasa morenowa. Nazwa pochodzi od dawnych łąk, które w tym miejscu się znajdowały i w XVIII w. należały do mieszkańców gminy Niżna, a w 1803 r. stanowiły już własność odległej o 20 km miejscowości Podbiel. Pasterstwo w rejonie Doliny Zuberskiej ma dobrze udokumentowaną historię sięgającą 1615 r. Gdy w 1925 r. Zwierówkę włączono do latyfundium tzw. Państwa Orawskiego, zniesiono na niej pasterstwo i wybudowano bitą drogę służącą do wywozu drewna.
Obecnie na polanie Zwierówka znajdują się:
- schronisko na Zwierówce
- budynek THS (odpowiednik polskiego TOPR-u)
- budynek leśniczówki i centrum informacyjne TANAP-u. Czynne jest przez cały rok od poniedziałku do piątku, a w sezonie letnim (lipiec-sierpień) również w soboty i niedziele
- parking dla samochodów (płatny w godz. 8–16)
- końcowy przystanek autobusów.

W lesie obok polany należące do schroniska domki kempingowe. Ok 600 m w kierunku wschodnim od polany, przy szlaku turystycznym znajduje się płytki Stawek pod Zwierówką.

## Szlaki turystyczne
– czerwony szlak z Zuberca obok skansenu, a dalej przez Zwierówkę i Dolinę Rohacką do Bufetu Rohackiego.
- Czas przejścia z Zuberca do skansenu: 1 h, z powrotem tyle samo
- Czas przejścia ze skansenu do Zwierówki: 1 h, z powrotem tyle samo
- Czas przejścia ze Zwierówki do bufetu: 1:30 h, z powrotem tyle samo

  – ze Zwierówki przez Przełęcz pod Osobitą na Grzesia, a stamtąd z powrotem w dół do szlaku żółtego w Dolinie Łatanej.
- Czas przejścia ze Zwierówki na przełęcz: 2 h, ↓ 1:30 h
- Czas przejścia z przełęczy na Grzesia: 3 h, ↓ 2 h
- Czas przejścia z Grzesia do szlaku żółtego: 30 min, ↑ 1 h

  – żółty szlak łączący dawny szpital partyzancki na zboczach Salatynów ze Zwierówką oraz Doliną Łataną, Zabratową Przełęczą i Rakoniem.
- Czas przejścia od szpitalu do schroniska w Zwierówce: 55 min, ↑ 1:25 h
- Czas przejścia ze schroniska na przełęcz: 2:45 h, ↓ 2:15 h
- Czas przejścia z przełęczy na Rakoń: 30 min, z powrotem tyle samo

  – niebieski ze Zwierówki przez Skrajny Salatyn na Brestową. Czas przejścia: 3 h, ↓ 2 h
 – okrężna ścieżka dydaktyczna o długości 2,2 km rozpoczynająca się i kończąca na Zwierówce. Czas przejścia całości: 45 min